# Trine Haltvik
Trine Haltvik, née le 23 mars 1965 à Trondheim, est une ancienne handballeuse norvégienne. Elle a été élue meilleure handballeuse de l'année en 1998,.

## Palmarès

### Club
compétitions nationales
- Championnat de Norvège
  - Vainqueur (5) : 1986, 1987, 1989, 1990, 1998
  - Deuxième (3) : 1991, 2005, 2006
- Coupe de Norvège
  - Vainqueur (3) : 1988, 1989, 1991
  - Finaliste (10) : 1980, 1985, 1986, 1987, 1990, 1994, 1998, 2004, 2005, 2006

### Sélection nationale
Jeux olympiques
- médaille d'argent aux Jeux olympiques de 1988 à Séoul
- médaille de bronze aux Jeux olympiques de 2000 de Sydney
- 4e place aux Jeux olympiques de 1996 d'Atlanta

championnat du monde
- vainqueur du championnat du monde 1999
- finaliste du championnat du monde 1997
- troisième du championnat du monde 1986

championnat d'Europe
- vainqueur du championnat d'Europe 1998
- finaliste du championnats d'Europe 1996

autres
- 240 sélections et 832 buts marqués en Équipe de Norvège entre 1984 et 2000

### Distinctions individuelles
- élue meilleure handballeuse de l'année en 1998[2],[3]
- élue meilleure joueuse du Championnat d'Europe 1998